# Zone Fighter
Zone Fighter, meglio noto in Giappone come Ryusei ningen Zone (流星人間ゾーン?, Ryūsei ningen Zōn, lett. "Zone la meteora umana") è una serie tokusatsu di fantascienza supereroistica prodotta dalla Toho.
La serie è stata trasmessa dal 2 aprile al 24 settembre 1973 per poi venire cancellata dopo 26 episodi a causa della crisi petrolifera del 1973. La serie non è stata solo la risposta della Toho alle serie di Ultra, ma anche al fenomeno degli Henshin Hero iniziato con Kamen Rider. Precedentemente, la Toho aveva già fatto una serie di supereroi di successo: Rainbowman. La serie è oggi ricordata per la presenza di Godzilla (dove ha il ruolo di aiutante del eroe Zone Fighter).

## Trama
I malvagi alieni Garoga progettano la conquista della Terra, ma trovano sul loro percorso la famiglia Sakimori (anche nota come famiglia Zone), rifugiatasi sul nostro pianeta dopo che il loro mondo Peaceland è stato distrutto proprio dagli invasori. Sebbene gli Zone possano contare su svariati veicoli e armi, la loro principale risorsa è costituita dal figlio maggiore Hikaru, capace di trasformarsi nel gigante Zone Fighter. Gli altri due figli Hotaru e Akira possono anche mutare nei guerrieri Zone Angel e Zone Junior. Insieme, i tre affrontano le Bestie del Terrore dei Garoga.

## Personaggi

### La famiglia Sakimori/Zone
- Hikaru Sakimori/Zone Fighter: È il figlio maggiore della famiglia Zone. Lavora come pilota collaudatore di automobili. Per trasformarsi in Zone Fighter, Hikaru esclama Zone Double Fight!. Zone Fighter può assumere dimensioni gigantesche(fino a 52 metri) per combattere le Bestie Del Terrore dei Garoga. I suoi poteri che usa come colpi di grazia contro le Bestie Del Terrore sono il Ryusei Missile Might dove sui suoi polsi compaiono dei bracciali che sparano raffiche di missili, e il Ryusei Proton Beam che è un raggio sparato dalla sua antenna capace di far esplodere i mostri. Proprio come Ultraman, può rimanere in forma gigante per un periodo di tempo limitato con il timer sulla sua cintura che cambia colore dal blu al rosso quando si sta per esaurire l'energia. Hikaru è interpretato da Kazuya Aoyama.

- Hotaru Sakimori/Zone Angel: La seconda dei figli. Interpretata da Kazumi Kitahara.

- Akira Sakimori/Zone Junior: Il figlio più piccolo. Interpretato da Kenji Sato.

- Yoichiro Sakimori: È il padre dei tre ragazzi. È il proprietario di una fabbrica di giocattoli ed è l'inventore dei veicoli e delle armi usate dai ragazzi per combattere i Garoga. Interpretato da Shoji Nakayama.

- Tsukiko Sakinori: La moglie di Yoichiro e madre dei ragazzi. Interpretata da Sachiko Kozuki.

- Raita Sakimori/Zone Great: È il nonno dei ragazzi, quando i suoi nipoti sono nei guai, usa il satellite Great Raideki per salvarli.

- Godzilla: Il re dei mostri. Aiuta occasionalmente Zone Fighter nella lotta contro le Bestie Del Terrore. Nel corso della serie, Godzilla diventa amico di Zone e la famiglia Sakimori ha costruito una caverna per lui dove può vivere e venire in aiuto di Zone Fighter.

Nella serie appaiono due nemici di Godzilla: King Ghidorah e Gigan.